# Mehdi Mozaffari
Mehdi Mozaffari, né en 1939 en Iran, est un docteur en sciences politiques iranien qui s'est exilé au Danemark où il est professeur. Il est l'auteur de nombreux articles et de livres sur l'islam et l'islamisme.
En 2006, il a été l'un des cosignataires du Manifeste des 12.

## Ouvrages
- Pouvoir shî'ite, htorie et évolution  (ISBN 2-7384-5775-4).